# 기독교 순교자

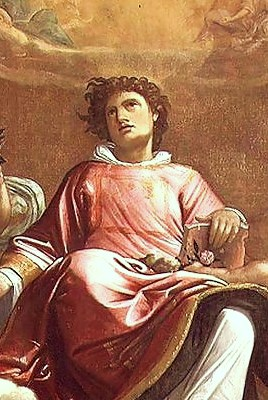
최초의 "기독교 순교자"로 알려진 스테파노(Saint Stephen) - Giacomo Cavedone 작

기독교 순교자는 기독교를 따르다 투석형, 십자가형, 화형 등이나 다른 형태의 고문 또는 사형 수단에 의해 죽임을 당한 사람을 말한다. 영어의 "martyr(순교자)"라는 말은 그리스어 μάρτυς(mártys)에서 왔는데 이 말의 의미는 "목격자 또는 증인(witness)"이다. 한국교회사에서는 천주교 신자들이 기독교인으로서의 양심 곧 예수를 믿고 따르는 사상과 양심 때문에, 조선시대의 박해로써 순교했으며, 일제강점기에는 개신교 신자들이 우상숭배를 하지 말라는 십계명을 지키려는 기독교 사상과 양심에 근거하여 신사참배에 반대하여 순교했다.
처음에는 순교자라는 용어는 사도들에게 적용되었다. 기독교인들이 박해를 받기 시작하면서부터는 이 말은 자신의 신앙(faith) 때문에 고난을 겪게 된 사람들을 지칭하는 말로 사용되었다. 그러다 마침내, 이 말은 자신의 신앙 때문에 죽임을 당하게 된 사람들에게만 국한하여 사용하게 되었다. 콘스탄티누스 1세(재위 306 - 337) 이전의 초기 기독교 시대는 "전형적인(classic)" 순교의 시대였다. 순교자의 죽음을 "피의 세례(baptism in blood)"라고 여겼는데, 이 말은 "물의 세례(baptism in water)"에서 물에 의해 세례받는 사람의 죄가 정화되는 것처럼 죽음에 의해 순교자의 죄가 정화된다는 것을 의미하였다. 초기 기독교인들은 순교자들을 하느님과 사람들 사이의 강력한 중재자들이라 보고 존중하였다. 그리고 순교자들이 한 말들은 성령(Holy Spirit)의 영감을 받아 이루어진 것이라 하여 귀중하게 여겼다.

## 같이 보기
- 새 순교자
- 로마 제국의 기독교 박해
- 기독교 박해
- 동정녀

## 참고 문헌
- 김광채, <그림으로 본 10대 박해> (서울: CLC, 2010)